# Gran Premi dels Països Baixos del 1963
Resultats del Gran Premi dels Països Baixos de Fórmula 1 de la temporada 1963, disputat al Circuit de Zandvoort, el 23 de juny del 1963.

## Resultats
| Pos | No | Pilot                   | Equip            | Voltes | Temps/ Retirada  | Pos. de sortida | Punts |
| --- | -- | ----------------------- | ---------------- | ------ | ---------------- | --------------- | ----- |
| 1   | 6  | Jim Clark               | Lotus - Climax   | 80     | 2h 08' 13. 7     | 1               | 9     |
| 2   | 18 | Dan Gurney              | Brabham - Climax | 79     | + 1 Volta        | 14              | 6     |
| 3   | 2  | John Surtees            | Ferrari          | 79     | + 1 Volta        | 5               | 4     |
| 4   | 30 | Innes Ireland           | BRP - BRM        | 79     | + 1 Volta        | 7               | 3     |
| 5   | 14 | Richie Ginther          | BRM              | 79     | + 1 Volta        | 6               | 2     |
| 6   | 4  | Ludovico Scarfiotti     | Ferrari          | 78     | + 2 Voltes       | 11              | 1     |
| 7   | 36 | Jo Siffert              | Lotus - BRM      | 77     | + 3 Voltes       | 17              |       |
| 8   | 42 | Jim Hall                | Lotus - BRM      | 77     | + 3 Voltes       | 18              |       |
| 9   | 32 | Carel Godin de Beaufort | Porsche          | 75     | + 5 Voltes       | 19              |       |
| 10  | 8  | Trevor Taylor           | Lotus - Climax   | 66     | + 14 Voltes      | 10              |       |
| 11  | 28 | Jo Bonnier              | Cooper - Climax  | 56     | + 24 Voltes      | 8               |       |
| Ret | 12 | Graham Hill             | BRM              | 69     | Sobreescalfament | 2               |       |
| Ret | 16 | Jack Brabham            | Brabham - Climax | 68     | Accident         | 4               |       |
| Ret | 10 | Chris Amon              | Lola - Climax    | 29     | Bomba de l'aigua | 12              |       |
| Ret | 26 | Giancarlo Baghetti      | ATS              | 17     | Encesa           | 15              |       |
| Ret | 24 | Phil Hill               | ATS              | 15     | Suspensions      | 13              |       |
| Ret | 22 | Tony Maggs              | Cooper - Climax  | 14     | Sobreescalfament | 9               |       |
| Ret | 20 | Bruce McLaren           | Cooper - Climax  | 7      | Caixa canvi      | 3               |       |
| Ret | 34 | Gerhard Mitter          | Porsche          | 2      | Embragatge       | 16              |       |
| WD  | 38 | Tony Settember          | Scirocco - BRM   |        |                  |                 |       |
| WD  | 40 | Ian Burgess             | Scirocco - BRM   |        |                  |                 |       |

## Altres
- Pole: Jim Clark 1' 31. 6
- Volta ràpida: Jim Clark 1' 33. 7 (a la volta 56)